# Listă de poeți: B
A - Ă - B - C - D - E - F - G - H - I - Î - J - K - L - M - N - O - P - Q - R - S - Ș - T - Ț - U - V - W - X - Y - Z

### B

#### Ba

##### Bab-Bal
- Esad Babacic
- Bacchylides, (mort aprox. 467 I.H.
- Sutardji Calzoum Bachri,
- Ingeborg Bachmann, (1926-1973)
- Leonard Bacon, (1802-1881)
- George Bacovia,
- Janos Bacsanyi, (1763-1845)
- Krzysztof Kamil Baczyński, (1921-1944)
- Robert Bagg
- Julio Baghy
- Joanna Baillie, (1762-1851)
- France Balantic, (1921-1943)
- Christianne Balk
- Jesse Ball, poet american
- Konstantin Balmont (1867 - 1942), poet rus

##### Bar-Bax
- Amiri Baraka (aka Leroi Jones)
- Anna Laetitia Barbauld, (1743-1825)
- John Barbour, (aprox. 1316-1395)
- Porfirio Barba-Jacob
- George Barker, (1913-1991)
- Les Barker
- Richard Barnefield, (1574-1627)
- William Barnes, (1801-1886)
- Linda Maria Baros, (născută în 1981)
- Elizabeth Barrett
- Ben Barton
- Charles-Pierre Baudelaire, (1821-1867)
- Judith Baumel
- James K. Baxter, (1926-1972)

#### Be
- Francis Beaumont, (1586-1616)
- Joshua Beckman
- Gustavo Adolfo Becquer, (1836-1870)
- Beddoes
- Aphra Behn, (1640-1689)
- Ben Belitt
- Marvin Bell
- Gioconda Belli, (născut in 1948)
- Giuseppe Gioacchino Belli,
- Hilaire Belloc
- Andrei Belâi, (1880-1934)
- William Rose Benét, (1886-1950)
- Stephen Vincent Benét, (1898-1943)
- Gottfried Ben
- Gwendolyn B. Bennett
- Nejc Bernard, (născut în 1970)
- Daniel Berrigan
- Wendell Berry
- John Berryman
- John Betjeman, (1906-1984)
- Helen Bevington
- Joseph Bruchac,

#### Bi-Bl
- Miron Bialoszewski
- Laurence Binyon, (1869-1943)
- Earle Birney, (1904-1995),
- Nevin Birsa, (născut în 1947)
- John Bishop Peale
- Elizabeth Bishop, (1911-1979)
- Bill Bissett, (născut în 1939),
- Jarvis Black
- Lucian Blaga,
- Don Blanding
- William Blake, (1757-1827), grafician
- Andrei Blatnik, (născut în 1963)
- Aleksandr Blok, (1880-1921)
- Benjamin Paul Blood, (1832-1919)
- Michael Blumenthal
- Roy Blumenthal, (născut în 1968)
- Edmund Blunden
- Wilfrid Scawen Blunt
- Robert Bly

#### Bo
- Jean Bodel
- Louise Bogan
- Matteo Maria Boiardo, poet italian
- Nicolas Boileau-Despreaux, (1636-1711)
- Berta Bojetu, (1946-1997)
- Eavan Boland, (născut în 1944)
- Heinrich Böll, (1917-1985)
- Arna Wendell Bontemps
- Philip Booth
- Matej Bor, (1913-1956)
- Rado Bordon, (1915-1992)
- Jorge Luis Borges, (1899-1986)
- Tadeusz Borowski
- Edgar Bowers
- Mark Alexander Boyd, (1563-1601)
- Kay Boyle

#### Br

##### Bra-Bri
- William Braithwaite, (1878-1962)
- Di Brandt, (născut în 1952),  poet din Manitoba si critic literar
- Richard Brautigan, (1935-1984)
- Gerbrand Adriaensz. Bredero (1585-1618),  poet olandez si dramaturg
- Bertolt Brecht, (1898-1956), poet și dramaturg german, autorul versurilor Operei de trei parale
- Christopher Brennan, (1870-1932), australian
- Clemens Brentano, (1778-1842)
- André Breton, (1896-1966)
- Clemens von Brentano, (1778-1842)
- Vida Brest, (născut în 1925)
- Nicholas Breton, (1542-1626)
- Robert Bridges, (1844-1930)
- John Malcolm Brinnin

##### Bro-Bry
- Daniel Louis Brodsky
- Joseph Brodsky, (1940-1996)
- Wladyslaw Broniewski
- William Bronk, (mort 1999)
- Emily Brontë, (1818-1848),
- Rupert Brooke, (1887-1915)
- Gwendolyn Brooks, (născut în 1917)
- Joan Brossa, (1919-1998)
- Nicole Brossard, (născut în 1943), poet formalist
- Flora Brovina
- Sterling A. Brown
- Thomas Edward Brown, (1830-1897)
- George Mackay Brown
- William Browne, (1588-1643)
- Elizabeth Barrett Browning, (1806-1861)
- Robert Browning, (1812-1889)
- William Cullen Bryant, (1794-1878)
- Andrej Brvar, (născut în 1945)
- Bryher
- Ernest Bryll
- Valeri Bryusov, (1873-1924), poet, romancier, critic

#### Bu-By
- Georg Büchner
- George Buznea
- Vincent Buckley, (1927-1988)
- Andrej Budal, (1889-1972)
- Charles Bukowski, (1920-1994)
- Basil Bunting
- Anthony Burgess (1917-1993), romancier, etc.
- Ronnie Burk, (1955-2003)
- Michael Burkard
- Stanley Burnshaw
- Robert Burns, (1759-1796)
- Edwin G. Burrows
- William S. Burroughs, (1914-1997)
- Andrzej Bursa
- Ray Buttigieg, (născut in 1955) poet, compositor, muzician
- Ignazio Buttitta, (dialectul sicilian)
- Witter Bynner (a semnat și cu pseudonimul Emanuel Morgan)
- Lord Byron, (1788-1824)